# Politická mapa

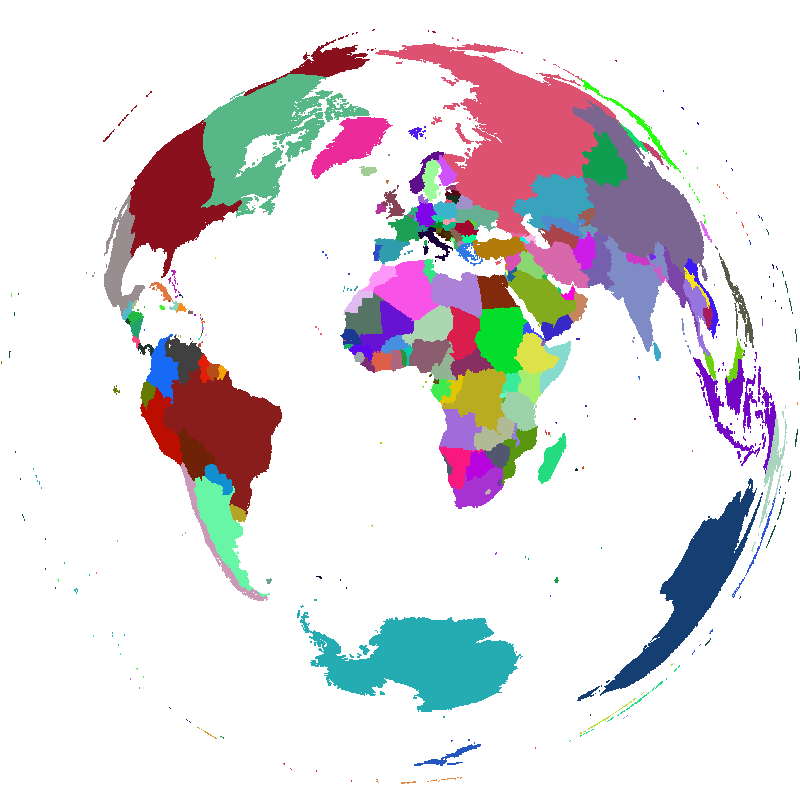
Mapa světa – teritoriální státy v Lambertově azimutální projekci

Politická mapa zobrazuje vybrané politické aspekty jednotlivých států či regionů.

## Úvod
Každá mapa je nepřesná a tedy všechny bez výjimky "lžou" , tj. zkreslují. Důvodem je nemožnost dokonalého převodu pláště Země (sférického elipsoidu) na plochu obdélníku či čtverce. Dochází také obvykle k redukci trojdimenzionální reality (x, y, z) na dvoudimenzionální úroveň mapy (x, y).

### Charakteristiky mapy
Pro politickou geografii jsou významné na politické mapě tři aspekty:
1. Projekce (zobrazení) – volbou odpovídající projekce lze zmírnit zkreslení úhlů, ploch nebo délek v některých oddílech mapy. Nejběžněji používaným zobrazením je tzv. Merkátorová projekce, která ale zkresluje nejvíce plochy okolo pólů.
2. Měřítko – je nutné vhodně vybrat, aby se na mapě zobrazil předmět studovaného zájmu. Ten by neměl být ani příliš velký, ani příliš malý. Základním cílem je přehlednost mapy.
3. Symbolika má být výstižná, lokalizovaná zřetelně a srozumitelně.[2] Nejčastěji jsou užívány barvy (modrá = voda, zelená = les etc.) a mezinárodně dohodnuté symboly (červená linka = železnice).

## Speciální mapy

Politická mapa Afriky ukazující průběh vzniku nezávislých států.

Mimo fyzicko-geografické či politické mapy se můžeme setkat se speciálními mapami, které záměrně ignorují měřítko a důraz kladou na tvar nebo velikost. Příklady jsou např. rozličné piktogramy, kartogramy či blokové diagramy, kde jsou zobrazovány nejrůznější charakteristiky (např. u výše HDP států, lze spatřit mapu, kde USA, EU nebo Japonsko jsou několikrát „větší“ než celá Afrika).

## Propagandistické mapy
Existují mapy, jejichž záměrem je úmyslně „lhát“ (zkreslovat). Příčinou může být záměrná dezorientace protivníka (vojenská, politická strategie), nebo jsou údaje na mapě pozměněny v autorův prospěch. V takovém případě hovoříme o tzv. propagandistických mapách.
Jejich použití není vázáno jen na státy, ale můžeme se s nimi setkat např. v reklamách nebo politických kampaních. V československém kontextu lze připomenout mapu nacistického Německa před anexí Československa, která ukazovala republiku jako pěst směřující na německé břicho.

Politická mapa Austrálie prezentující vývoj jejího administrativního členění.

Důležitou kvalitou je barva propagandistických map. Světlá barva ohraničená barvou tmavou (nejlépe černou) navozuje pocit ohrožení. Příkladem může být volební kampaň ODS v parlamentních volbách 2002, kdy žlutou obrysovou mapu ČR s heslem „ODS volí obranu českých národních zájmů“ nechala strana orámovat tlustou černou čárou. Předmětem propagandistických map jsou často linie hranic. Například po prohrané válce roku 1871 byly všechny francouzské školy vybaveny mapou, ve které bylo i dále Alsasko-Lotrinsko zakresleno jako součást Francie.

## Politická mapa
Politická mapa nejčastěji zobrazuje území konkrétních suverénních národních států, která jsou oddělena čarami reprezentující hranice a vnitřní prostor je vybarven jednou barvou (kromě Antarktidy), jsou takto rozčleněny všechny kontinenty. Proto se teritoriální stát stal nejmarkantnějším představitelem regionu.
Významně vzhled politických map například v minulosti ovlivnili koloniální velmoci. Mnoho států, které získaly svobodu, respektovaly koloniální hranice, jež ovšem nekorespondovaly s původními poměry jednotlivých etnik žijících na těchto územích. Příkladem je Gambie, jejíž hranice vůči Senegalu po dlouhých sporech Velké Británie a Francie, byly vytyčeny roku 1904 s ohledem na jediný zájem, aby Britové získali plnou kontrolu nad řekou Gambií až k nejzazšímu bodu splavnosti, tedy cca 350 km od ústí řeky. Podobným příkladem dělení v Asii je rozdělení Indie do dvou nástupnických států.

### Moře a oceány
Mnoho lidí hodnotí (všímá si) na mapě jen souše, často opomíjí moře a oceány, i když jejich význam je dnes značný. Odhaduje se, že až 95 % veškeré mezinárodní přepravy probíhá na moři a okolo 70 % populace lidstva žije blíže než 60 km od pobřeží kontinentů. 